# 雷烏斯
雷烏斯，是西班牙加泰罗尼亚塔拉戈纳省的一个市镇，一直是塔拉戈納省第二大城市。总面积約53平方公里，2001年总人口89,006人，人口密度1679人/平方公里。

## 著名人物
- 胡安·普里姆（1814–1870）：西班牙首相
- 马里亚·福尔图尼（1838–1874）：画家
- 安东尼·高迪（1852–1926）：建筑家
- 朝鮮一（1974–）：外交官
- 伊萨克·昆卡（1991–）：足球员
- 塞尔吉·罗贝托（1992–）：足球员

## 外部連結
- 官方網站 （页面存档备份，存于）